# 마이클 시터
마이클 시터(Michael Seater, 1987년 1월 15일 ~ )는 미국의 배우이다.

## 출연 작품
- 큐비클 워리어스 (2013)
- 신 빈 (2012)
- 18 투 라이프 시즌1 (2010)
- 프라이즈 위너 (2005)
- 더티 픽쳐 (2000)
- 퓨쳐 피어 (1997)
- 포화 속의 용기 - 두 커플 (1997)